# Shock megademo
Shock megademo je osmidílné hudebně grafické demo pro počítače Sinclair ZX Spectrum, které v roce 1992 naprogramovala polská programátorská skupina E. S. I. Všech osm dílů dema je ukázkou toho, co vše je možné na ZX Spectru naprogramovat.

## Jednotlivé díly megadema
- díl I – Intro

Obsahuje rolující text, který má jakoby odraz na vodní hladině. Text občas poskakuje a v některých částech je text "odrazu ve vodní hladině" jiný, než hlavní text. Dále je v tomto díle pohybující se obrázek, který je širší než obrazovka, takže je vždy vidět jenom část obrázku. Obrázek obsahuje loga autorů této první části Kaze a Ziutka. Hudba v tomto díle nehraje od spuštění dílu, začne hrát až později.
- díl II – May a little challenge

Tento díl obsahuje pohybující se multicolor přes celou obrazovku ZX Spectra, včetně borderu. Jedná se o efekt, který se dlouho nepodařilo napodobit. Kromě multicoloru se zobrazuje ještě rolující a poskakující text. Hudba hraje od spuštění tohoto dílu.
- díl III – We are the champions of the world

Tento díl obsahuje jeden z velikostně největších rolujících textů – dvě třetiny obrazovky. Nad rolujícím se nachází phybující se text ESI. Text se pohybuje tak, aby vznikl dojem 3D efektu. Po celý díl hraje hudba.
- díl IV – If you stay, better to sit down, the cyclon is comming

Tento díl obsahuje jeden vodorovný poskakující rolující text, ke kterému se přidají další tři svislé rolující texty, jejichž pohyb má vyvolat dojem rotace těchto textů po válcové ploše. K těmto třem textům se po nějaké době přidají další tři svislé rolující texty. Celkem se tedy po obrazovce pohybuje 7 rolujících textů. Po celý díl hraje hudba.
- díl V – Some greets

Tento díl ve spodní části obrazovky zobrazuje nápis Shock stylizovaným písmem. V horních dvou třetinách se po sinusovce pohybuje rolující text, text občas změní barvu. V text se kromě písmen objevují i analyzéry hlasitosti. Po celý díl hraje hudba.
- díl VI – Do you play chess?

V horní a spodní třetině se různými směry pohybuje šachovnice. V prostřední třetine se nachází rolující text. Po celý díl hraje hudba.
- díl VII – Mat guest screen

Tento díl obsahuje oblíbený efekt, postupně přibývající stínované kuličky, které se pohybují po různých křivkách. Řetězec kuliček je rozložen přes dvě třetiny obrazovky. Přes tyto pohybující se kuličky je zobrazeno logo. Dále se zde zobrazuje počítadlo zobrazených kuliček. V tomto díle není text rolující, ale postupně se vypisující. Po celý díl hraje hudba.
- díl VIII – The end is near

Na pozadí se objevují pohybující se hvězdičky ve čtyřech úrovních, v popředí je zobraze nápis SHOCK, jehož písmena provádějí různé pohybové a transformační efekty. Pod tímto nápisem se pohybuje rolující text. Po celý díl hraje hudba.